# Zore Vinogradova
Zore Ableakimovna Vinogradova (în rusă Зоре Аблякимовна Виноградова; născută Ableamitova; n. 17/30 noiembrie 1916, Kul-Ciora, volostea Andreevskaia⁠(d), gubernia Taurida, Imperiul Rus – d. 18 mai 1989, Odesa, RSS Ucraineană, URSS) a fost o biologă sovietică, doctor în științe biologice (1958).

## Biografie
S-a născut la 17/30 noiembrie 1916 în satul Kul-Ciora din raionul Feodosia, Crimeea, într-o familie de țărani. Tatăl său a devenit victimă a represiilor din 1938 (Marea Epurare) și a murit într-un lagăr.
Zore a făcut studiile primare la o școală rurală. La 12 ani a intrat la școala-internat din Feodosia. Mai târziu, după absolvirea școlii muncitorești, a fost admisă la Institutul Pedagogic din Crimeea⁠(d). După ce a absolvit în 1937, a lucrat ca profesoară într-o școală tătară crimeeană și a predat chimie într-o școală medie din Sudak.
La invitația lui Konstantin Vinogradov⁠(d) s-a alăturat echipei de cercetători de la Stația biologică Qara dağ⁠(d) în 1938. Ulterior, s-a căsătorit cu acesta și a preluat numele lui de familie.
În timpul celui de-al Doilea Război Mondial, a fost evacuată la Ufa. La revenire, ea a continuat să lucreze la stația Qara dağ. În 1947 și-a susținut teza de doctorat. În 1953, a început să lucreze la stația biologică a Institutului de Hidrobiologie al Academiei de Științe a Ucrainei⁠(d) din Odesa. În 1958 a devenit doctor în științe biologice, cu teza de abilitare „Vitamina A în ficatul peștilor din Marea Neagră”. Din 1964, ea a fost angajată a filialei din Odesa a Institutului de Biologie a Mărilor de Sud⁠(d), unde a condus departamentul de biochimie. De asemenea, a predat un curs special la Facultatea de Biologie a Universității din Odesa.
A decedat la 18 mai 1989 la Odesa și a fost înmormântată în același oraș.

## Activitate științifică
Zore Vinogradova a studiat biochimia organismelor marine și, în special, compoziția chimică a nevertebratelor din Marea Neagră. Ea a descoperit fenomenul de „năpârlire” la peștii din Marea Neagră.
Este autoarea a peste 100 de articole științifice. A participat la expediții maritime pe nava „Mikluho-Maklai” în Marea Azov, Marea Neagră și Marea Caspică. A scris cartea „Biochimia organismelor marine”, publicată în 1967 la editura „Naukova dumka⁠(d)” din Kiev.

## Viață personală
Soțul Konstantin Aleksandrovici Vinogradov⁠(d) (n. 1902 – d. 1990) a fost un biolog marin și ihtiolog sovietic, doctor în științe biologice, profesor. S-au căsătorit în 1940. Au avut doi copii, un fiu și o fiică, născuți în timpul războiului. Fiul – Aleksandr Konstantinovici Vinogradov (n. 1942) – este hidrobiolog.